# Niassa

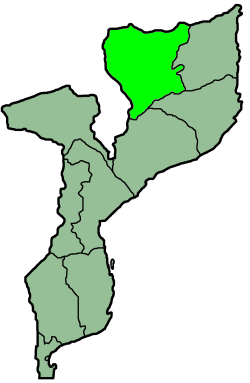
Karta över Moçambique med Niassa markerat i klargrönt

Niassa är en provins i nordvästra Moçambique, gränsande till Tanzania i norr och Malawi, med Malawisjön, i väster. Provinsen har en total area på 129 056 km² och ett invånarantal på 1 178 117 (2007). Huvudstaden är Lichinga.

## Administrativ indelning
Provinsen är indelad i femton distrikt och en stad.
- Distrikt:
  - Cuamba, Lago, Lichinga, Majune, Mandimba, Marupa, Maúa, Mavago, Mecanhelas, Mecula, Metarica, Muembe, N'gauma, Nipepe, Sanga
- Stad:
  - Lichinga